# Vera Farmigová
Vera Farmigová (nepřechýleně Farmiga, * 6. srpna 1973, New Jersey, USA) je americká herečka ukrajinského původu.
V televizní a filmové branži aktivně působí od roku 1996. Hrála například ve filmech Zběsilý útěk, Skrytá identita, Chlapec v pruhovaném pyžamu, Něco za něco a Lítám v tom, za který byla v roce 2010 nominována na Oscara za herecký výkon ve vedlejší roli. Má sedm sourozenců. Její nejmladší sestra Taissa (1994) je také herečkou.

## Filmografie

### Film
| Rok  | Název                               | Role                                 | Poznámky             |
| ---- | ----------------------------------- | ------------------------------------ | -------------------- |
| 1998 | Poprava                             | Kerrie                               |                      |
| 2000 | Podzim v New Yorku                  | Lisa Tyler                           |                      |
| 2001 | 15 minut                            | Daphne Handlova                      |                      |
| 2001 | Dust                                | Amy                                  |                      |
| 2001 | Zimní pohádka                       | Královna Josephine, Sněhurčina matka | TV film              |
| 2002 | Love in the Time of Money           | Greta                                |                      |
| 2003 | Loutka                              | Lorena                               |                      |
| 2004 | Down to the Bone                    | Irene                                |                      |
| 2004 | Andělé s ocelovým hlasem            | Ruza Wenclawska                      | TV film              |
| 2004 | Dotek zla                           | Susan Branca                         | TV film              |
| 2004 | Mind the Gap                        | Allison Lee                          |                      |
| 2004 | Manchurianský kandidát              | Jocelyne Jordan                      |                      |
| 2005 | Zdánlivě snadné                     | Dr. Charlie Brooks                   |                      |
| 2005 | Tam, kde jsem nikdy nebyl           | Eleanna                              |                      |
| 2006 | Zběsilý útěk                        | Teresa Gazelle                       |                      |
| 2006 | Dveře dokořán                       | Oana                                 |                      |
| 2006 | Skrytá identita                     | Madolyn Madden                       |                      |
| 2007 | Milovaný Joshua                     | Abby Cairn                           |                      |
| 2007 | Du beonjjae sarang                  | Sophie Lee                           |                      |
| 2007 | Transport                           | Natalia                              |                      |
| 2008 | Něco za něco                        | Fiona                                |                      |
| 2008 | Chlapec v pruhovaném pyžamu         | Elsa (matka)                         |                      |
| 2008 | Nic než pravda                      | Erica Van Doren                      |                      |
| 2009 | The Vintner's Luck                  | baronka Aurora                       |                      |
| 2009 | Orphan                              | Kate Coleman                         |                      |
| 2009 | Lítám v tom                         | Alex Goran                           |                      |
| 2010 | Příležitost dělá zloděje            | Julie                                |                      |
| 2011 | Zdrojový kód                        | Colleen Goodwin                      |                      |
| 2011 | Higher Ground                       | Corinne                              | Také režisérka filmu |
| 2012 | Nepřítel pod ochranou               | Catherine Linklater                  |                      |
| 2012 | Goats                               | Wendy                                |                      |
| 2013 | V zajetí démonů                     | Lorraine Warren                      |                      |
| 2013 | Middletonská romance                | Edith                                |                      |
| 2014 | Soudce                              | Samantha Powell                      |                      |
| 2014 | Blíže k Měsíci                      | Alice Bercovich                      |                      |
| 2016 | Burn Your Maps                      | Alise Firth                          |                      |
| 2016 | Zvláštní korespondenti              | Eleanor Finch                        |                      |
| 2016 | The Escape                          | Dr. Nora Phillips                    |                      |
| 2016 | V zajetí démonů 2                   | Lorraine Warren                      |                      |
| 2018 | Tři na cestě                        | Laura Jaconi                         |                      |
| 2018 | Cizinec ve vlaku                    | Joanna                               |                      |
| 2018 | Hlavní kandidát                     | Oletha Hart                          |                      |
| 2018 | Skin                                | Shareen Krager                       |                      |
| 2019 | Godzilla II Král monster            | Dr. Emma Russell                     |                      |
| 2019 | Captive State                       | Jane Doe                             |                      |
| 2019 | Annabelle 3                         | Lorraine Warren                      |                      |
| 2021 | Všichni svatí mafie                 | Livia Soprano                        |                      |
| 2021 | V zajetí démonů 3: Na Ďáblův příkaz | Lorraine Warren                      |                      |
| 2025 | V zajetí démonů 4: Poslední rituály | Lorraine Warren                      |                      |

### Televize
| Rok       | Název                            | Role               | Poznámky                      |
| --------- | -------------------------------- | ------------------ | ----------------------------- |
| 1997      | Roar                             | Diana              | 11 dílů                       |
| 1998      | Právo a pořádek                  | Lindsay Carson     | díl: „Expert“                 |
| 1998      | Trinity                          | Neznámá role       | díl: „In Loco Parentis“       |
| 2001–2002 | UC: Undercover                   | Alex Cross         | 11 dílů                       |
| 2004      | Dotek zla                        | Susan Branca       | 12 dílů                       |
| 2013–2017 | Batesův motel                    | Norma Louise Bates | 50 dílů, také producentka     |
| 2018      | Philip K. Dick's Electric Dreams | kandidátka         | díl: „Kill All Others“        |
| 2019      | Když nás vidí                    | Elizabeth Lederer  | 4 díly                        |
| 2021      | Halston                          | Adele              | díl: „Jak sladce voní úspěch“ |
| 2021      | Hawkeye                          | Eleanor Bishop     | 6 dílů                        |
| 2022      | Pět dní v nemocnici Memorial     | Anna Pou           | 8 dílů                        |